# Pedro Nájera
Pedro Nájera Pacheco (ur. 3 lutego 1929, zm. 22 sierpnia 2020) – meksykański piłkarz występujący na pozycji pomocnika.

## Kariera klubowa
W swojej karierze Nájera występował w zespole Club América. Zdobył z nim jedno mistrzostwo Meksyku (1966), a także trzy razy Puchar Meksyku (1955, 1964, 1965).

## Kariera reprezentacyjna
W reprezentacji Meksyku Nájera grał do 1962 roku. W 1954 roku został powołany do kadry na mistrzostwa świata. Nie zagrał jednak na nich w żadnym meczu, a Meksyk odpadł z turnieju po fazie grupowej.
W 1962 roku ponownie znalazł się w drużynie na mistrzostwa świata. Wystąpił na nich w spotkaniach z Brazylią (0:2), Hiszpanią (0:1) oraz Związkiem Radzieckim (3:1), a Meksyk ponownie zakończył turniej na fazie grupowej.